# Noblestown (Pennsylvanie)
Noblestown est une census-designated place du comté d'Allegheny, en Pennsylvanie, aux États-Unis.

## Géographie
Noblestown se trouve au nord-est des États-Unis, dans l'ouest de l'État de Pennsylvanie, au sein du comté d'Allegheny, dont le siège de comté est Pittsburgh.

## Démographie
Au recensement de 2010, sa population était de 575 habitants.